# Hiroe Amano
Hiroe Amano (jap. 天野 博江, Amano Hiroe; * November 1943) ist eine ehemalige japanische Badmintonspielerin.

## Karriere
Hiroe Amano gewann ihren ersten japanischen Meistertitel 1964 im Damendoppel mit Noriko Takagi. Diesen Titel konnten beide bis 1967 verteidigen. Von 1970 bis 1972 sicherte sich Amano drei Titel im Mixed in Serie gemeinsam mit Eiichi Sakai.
1966 erkämpfte sie sich bei den Asienspielen die ersten internationalen Lorbeeren, als sie Silber mit Tomoko Takahashi im Doppel gewann. 1966 und 1969 stand sie mit dem japanischen Uber-Cup-Team zweimal im Finale dieses Wettbewerbs. Beide Endspiele gewann Japan bei dieser Weltmeisterschaft für Damenmannschaften. 1978 agierte sie als Coach des siegreichen japanischen Uber-Cup-Teams. 1968 und 1969 stand sie im Finale der All England, verlor aber beide Endspiele im Damendoppel. 1966 und 1967 hatte sie zuvor die Denmark Open gewonnen, ebenfalls im Damendoppel.